# Idiops pallidipes
Idiops pallidipes är en spindelart som beskrevs av William Frederick Purcell 1908. Idiops pallidipes ingår i släktet Idiops och familjen Idiopidae. Inga underarter finns listade i Catalogue of Life.